# Shahumyan (Ararat)
Shahumyan (en armenio: Շահումյան) es una comunidad rural de Armenia ubicada en la provincia de Ararat.
En 2008 tenía 4366 habitantes. Hasta 1950 era conocido como "Yuva", pero se le cambió el nombre en honor al político comunista Stepán Shaumián.
Se ubica en la periferia suroriental de la capital provincial Artashat, ciudad de la cual Shahumyan es en la práctica un barrio, en la salida de dicha ciudad por la carretera H8 que lleva a Ararat.

## Demografía
Evolución demográfica:
| Año        | 1831 | 1897 | 1926 | 1939 | 1959 | 1970 | 1979 | 1989 | 2001 | 2004 |
| Habitantes | 120  | 297  | 168  | 291  | 509  | 618  | 693  | 956  | 1119 | 1355 |